# ستيف ريتشاردز
ستيف ريتشاردز (بالإنجليزية: Steve Richards)‏ (24 أكتوبر 1961 بدندي في المملكة المتحدة - ) هو لاعب كرة قدم بريطاني في مركز الدفاع. لعب مع كامبريدج يونايتد ونادي دونكاستر روفرز ونادي يورك سيتي وهال سيتي ونادي سكاربورو ونادي غاينسبورو ترينيتي ونادي هاليفاكس تاون وغرانتهام تاون ‏ ولينكولن سيتي أف سي وغولتاون ‏ ونادي جيزيلي ‏ وإف سي هاليفاكس تاون.